# João Vieira (escritor)
João Vieira (Lisboa) é um escritor e colunista português.
João Vieira nasceu em 1975 e além de ter escrito vários livros sobre programação web, para a editora Centro Atlântico, e depois a maior editora de informática portuguesa a FCA, participou em jornais e revistas portugueses como o Bits&Bytes, a Cyberguia, entre outros.
Os artigos de João Vieira, entretanto passaram a ser lidos na Internet, onde ainda cria manuais online de apoio.
João Vieira está de momento a escrever um novo livro sobre tecnologia PHP para a FCA, enquanto dá formação técnica a centenas de pessoas todos os anos.

## Livros
- Programação Web com Active Server Pages - Editora Centro Atlântico
- Programação com Active Server Pages 3 - Editora FCA
- Programação com ASP.NET vol.I - Editora FCA
- Programação com ASP.NET vol.II - Editora FCA